# Girard (Illinois)
Girard è un comune degli Stati Uniti d'America, situato in Illinois, nella Contea di Macoupin.